# Pierre Étaix

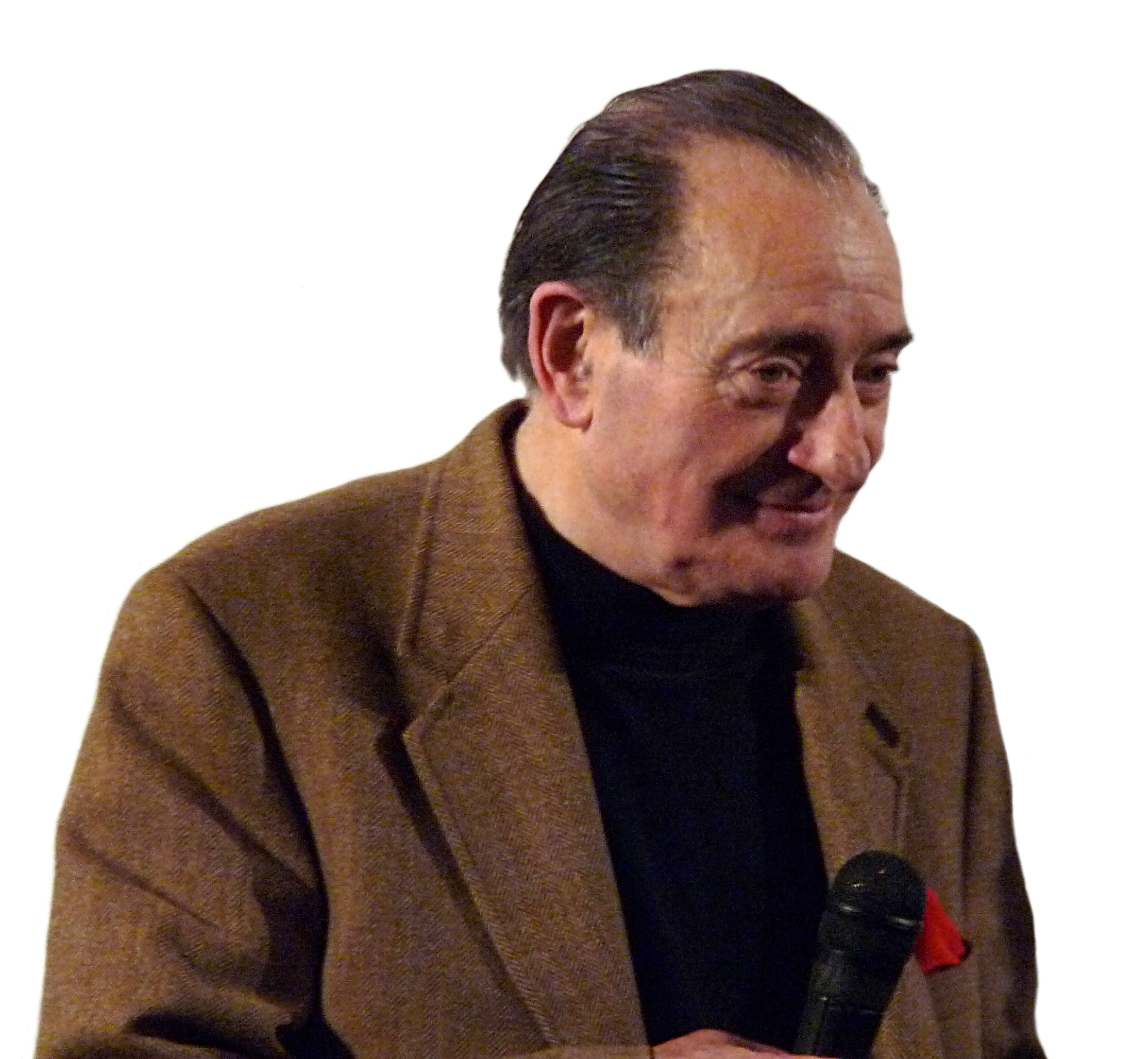
Pierre Étaix (2011)

Pierre Étaix (* 23. November 1928 in Roanne; † 14. Oktober 2016 in Paris) war ein französischer Clown, Filmregisseur, Schauspieler, Zeichner, Gag-Schreiber und Autor.

## Biografie
Pierre Étaix absolvierte zunächst eine Ausbildung als Grafiker und wurde von Théodore-Gérard Hanssen in die Kunst der Glasmalerei eingeführt. Seine Berufung sah er jedoch als Clown – er verband damit nicht nur eine Rolle, sondern eine Lebenseinstellung: „Clown zu sein ist ein Zustand, keine Funktion. Die großen Clowns denken als Clown, handeln als Clown, leben als Clown.“ In den Jahren nach dem Zweiten Weltkrieg trat er in Theatern und Cabarets wie dem Cheval d’Or, dem Trois Baudets, dem Alhambra, dem Bobino und dem Olympia auf. Er zeichnete, musizierte mit dem Klavier, dem Akkordeon, der Violine. Er arbeitete eine erste Nummer aus und tourte damit, als Amateur, durch die Provinz.
Nachdem er 1953 Die Ferien des Monsieur Hulot von Jacques Tati gesehen hatte, nahm er Verbindung zu diesem auf. Nachdem Tati Étaix’ Zeichnungen für die Zeitschrift Le Rire gesehen hatte, engagierte er ihn als Zeichner und Gagschreiber für seinen nächsten Film, Mon Oncle. Tati war beeindruckt von Étaix’ Beobachtungsgabe und seinem Sinn für gut gesetzte Pointen, warnte ihn aber in Bezug auf seinen Berufswunsch: „Der Zirkus ist eine abgeschlossene Welt, Sie werden dort nicht ankommen.“ Pierre Étaix jedoch kam dort an. In den vier Jahren, in denen er intensiv für Mon Oncle arbeitete, lernte er Nino Fabri kennen, den berühmten Clown des Zirkus Medrano. Er trat zunächst als dessen Partner auf und entwickelte dann seine eigene Nummer. Nach und nach entwickelte er die Rolle des Yoyo, die er in seinen Filmen variierte und auf der Bühne darbot.
Sein großes Vorbild wurde der Clown Charlie Rivel, den er verehrte: „Das war ein unvergleichlicher Künstler (…) Er verkörperte eine unerhört intensive Emotion. Es war für mich eine Offenbarung, als ich ihn im Medrano sah.“
Aufgrund der Zusammenarbeit mit Jacques Tati sammelte er genügend Erfahrungen, um 1961 seinen ersten Kurzfilm Rupture in Szene zu setzen. Im selben Jahr folgte Heureux Anniversaire und im Jahr darauf der erste Spielfilm, Le Soupirant. Diese Filme wurden der Anfang einer ganzen Reihe von Filmen bis 1989, von denen einige mehrfach preisgekrönt wurden. Heureux anniversaire erhielt unter anderem 1963 den Oscar für den besten Kurzfilm.
Daneben tourte er in den 1960er Jahren als Yoyo durch die Zirkusse Europas. 1968, bei den Dreharbeiten für den Film Le grand amour, lernte er die Clownin und Schauspielerin Annie Fratellini kennen. Die beiden heirateten 1969. In den Jahren bis 1980 traten sie weltweit in Zirkussen und Cabarets als Clownspaar auf. Um 1980 kam es jedoch zum Bruch zwischen den beiden. Pierre Étaix trat danach lange Zeit nicht mehr als Clown auf. Er lebte im Wesentlichen von Arbeiten als Zeichner, führte Regie in einigen Filmen und trat in einigen Filmproduktionen und Theater-Inszenierungen als Darsteller auf, sodass in der Öffentlichkeit fast in Vergessenheit geriet, dass er vor allem ein Clown war.
Erst mit seiner neuen Partnerin und Ehefrau, der Jazzsängerin Odile Étaix, fasste er wieder Zutrauen zu Auftritten als Clown auf der Bühne. Sein neues Programm, Miousik Papillon, hatte Anfang November 2010 in Lausanne Premiere. Ab Dezember 2010 ging es auf Tournee durch Frankreich.

## Streit um Urheberrechte
Um die fünf Filme, die Pierre Étaix gemeinsam mit Jean-Claude Carrière in Szene gesetzt hat,
Le Soupirant, Yoyo, Tant qu’on a la santé, Le Grand Amour und Pays de cocagne, gab es eine lang dauernde rechtliche Auseinandersetzung. Étaix hatte 2004 Rechte an die Firma Gavroche Productions abgetreten, verbunden mit der Vereinbarung, dass letztere diese Filme restaurieren würde. Gavroche Productions blieb untätig, untersagte jedoch auf Grund der Vereinbarung deren weitere Verwertung durch die Autoren. Aufgrund der Auseinandersetzung waren diese Filme dem Publikum entzogen.
Im Juni 2010 erklärte die dritte Zivilkammer beim tribunal de grand instance von Paris die Vereinbarung für nichtig; die Rechte für die Verwertung der Filme gingen in vollem Umfang zurück an die Autoren. Des Weiteren wurde Gavroche Productions zu einer Zahlung einer Entschädigung von 10.000 Euro an die Filmstiftung Groupama GAN verurteilt. Gavroche Productions hatte zugesagt, der Stiftung zu den Filmfestspielen von Cannes 2007 eine restaurierte Fassung des Films Yoyo zur Verfügung zu stellen und diese Zusage nicht eingehalten.

## Werke
Film
- 1956: Mon Oncle
- 1959: Pickpocket
- 1960: Tir au flanc (Regie: Claude de Givray)
- 1961: Rupture (Kurzfilm) (auch Regie)
- 1962: Heureux Anniversaire (Kurzfilm) (auch Regie)
- 1962: Auf Freiersfüßen (Le Soupirant) (auch Regie)
- 1962: Une grosse tête (Regie: Claude de Givray)
- 1962: Le Pèlerinage (Regie: Jean L’Hôte)
- 1963: Insomnie (Kurzfilm) (auch Regie)
- 1964: Yoyo, der Millionär (Yoyo) (auch Regie)
- 1965: Meine Nerven, deine Nerven (Tant qu'on a la santé) (auch Regie)
- 1966: Der Dieb von Paris (Le Voleur) (Regie: Louis Malle)
- 1969: Wahre Liebe rostet nicht (Le Grand amour) (auch Regie)
- 1969: Pays de cocagne (auch Regie)
- 1969: L'Âge de monsieur est avancé (auch Regie)
- 1971: Die Clowns (I clowns)
- 1972: The Day the Clown Cried
- 1973: Bel Ordure (Regie: Jean Marbœuf)
- 1974: Sérieux comme le plaisir (Regie: Robert Benayoun)
- 1978: Noctuor (Regie: Philippe Arthuys und Jean Jourdan)
- 1980: Ein verzwickter Montag (Lundi) (Fernsehfilm)
- 1983: La Métamorphose (Regie: Jean-Daniel Verhaeghe)
- 1983: L'Étrange château du docteur Lerne (Fernsehfilm)
- 1984: L'Aide-mémoire (Fernsehfilm)
- 1985: Max mon amour (Max mon amour)
- 1987: Les Idiots (Regie: Nagisa Ōshima)
- 1987: Nuit docile (Regie: Guy Gilles)
- 1987: Souris noire (Fernsehserie, Folge Rapt) (auch Regie)
- 1988: Rêve d'artiste, ou le cauchemar de Méliès (Fernsehfilm) (auch Regie)
- 1989: J'écris dans l'espace (auch Regie) (Dokumentarfilm)
- 1989: Henry & June (Henry & June) (Regie: Philip Kaufman)
- 1989: Bouvard et Pécuchet (Fernsehfilm)
- 2006: Jardins en automne (Regie: Otar Iosseliani)
- 2008: Lucifer et moi (Regie: Jacques Grand-Juan)
- 2009: Micmacs à tire-larigot (Regie: Jean-Pierre Jeunet)
- 2010: Chantrapas (Regie: Otar Iosseliani)
- 2011: Le Havre (Regie: Aki Kaurismäki)

Theater
- 1972: À quoi on joue ?, Théâtre Hébertot (auch Regie)
- 1985: L'âge de monsieur est avancé, Comédie des Champs Élysées (auch Regie)

## Auszeichnungen
- Rupture: FIPRESCI-Preis, Mannheim 1961; Großer Preis der Internationalen Kurzfilmtage Oberhausen
- Heureux Anniversaire: Großer Preis der Kurzfilmtage Oberhausen 1962; Simone-Dubreuilh-Preis Mannheim 1962; Oscar 1963 für den besten Kurzfilm; Bester Kurzfilm bei den British Film Academy Awards 1963
- Auf Freiersfüßen: Louis-Delluc-Preis 1963; Preis des komischen Films Moskau 1963; Großer Preis des internationalen Festivals von Acapulco 1963
- Yoyo, der Millionär: Grand Prix de la Jeunesse, Internationale Filmfestspiele von Cannes 1965; OCIC-Preis, Internationale Filmfestspiele von Venedig 1965
- Meine Nerven, deine Nerven: Silberne Sirene, Internationale Filmfestspiele von Sorrent; Silberne Muschel, Festival Internacional de Cine de Donostia-San Sebastián
- Wahre Liebe rostet nicht: Grand Prix du Cinéma français; Großer Preis des Office catholique, Internationale Filmfestspiele von Cannes; Darsteller-Preis bei den internationalen Filmfestspielen von Panama
- Souris noire: Fipa d’or des Festival international des programmes audiovisuels in Biarritz

## Buch-Veröffentlichungen
- Jean-Claude Carrière (Text); Pierre Étaix (Zeichnungen): Les Vacances de Monsieur Hulot. Éditions Robert Laffont, 1958.
- Jean-Claude Carrière (Text); Pierre Étaix (Zeichnungen): Mon oncle, Éditions Robert Laffont, 1959.
- Jean-Claude Carrière (Text); Pierre Étaix (Zeichnungen): Le Petit Napoléon illustré. Éditions Robert Laffont, 1963.
- Pierre Étaix: Le Carton à chapeaux. Éditions G. Salachas, 1981.
- Pierre Étaix: Dactylographisme. Éditions G. Salachas, 1982.
- Pierre Étaix: Croquis de Jerry Lewis. Éditions G. Salachas, 1983.
- Pierre Étaix: Vive la pub. Éditions G. Salachas, 1984.
- Pierre Étaix: Stars Système. Éditions G. Salachas, 1986.
- Jean-Claude Carrière (Text); Pierre Étaix (Zeichnungen): Les Mots et la chose. Éditions G. Salachas, 1991
- Pierre Étaix, André François: Je hais les pigeons. Éditions Némo et Seuil Jeunesse, 1996.
- Guy Franquet (Text); Pierre Étaix (Zeichnungen): Le Cochon rose. Éditions Mille et une nuits, 1997.
- Pierre Étaix: Les Hommes de… Les Belles Lettres, 2001.
- Pierre Étaix: Critiquons la caméra. Éditions Séguier, 2001.
- Pierre Étaix: Il faut appeler un clown, UN CLOWN. Éditions Séguier, 2001.
- Claude de Calan (Text); Pierre Étaix (Zeichnungen): Le Clown et le savant. Éditions Odile Jacob, 2004.
- Jean-Claude Carrière und Neil Sinyard (Text); Pierre Étaix (Fotografien): Clowns au cinéma. Éditions In Libris, 2004.
- Pierre Étaix: Étaix dessine Tati. Éditions ARC, 2008.
- Pierre Étaix: Textes et texte Étaix. Éditions Le cherche midi, 2009.